# Sandía
Sandía är en ort i Mexiko.   Den ligger i kommunen Tlalpujahua och delstaten Michoacán de Ocampo, i den sydöstra delen av landet, 120 km väster om huvudstaden Mexico City. Sandía ligger 2 541 meter över havet och antalet invånare är 591.
Terrängen runt Sandía är kuperad, och sluttar norrut. Runt Sandía är det ganska tätbefolkat, med 179 invånare per kvadratkilometer. Närmaste större samhälle är Tlalpujahua de Rayón, 3,6 km öster om Sandía. Trakten runt Sandía består till största delen av jordbruksmark.